# Elops
Elops – rodzaj ryb promieniopłetwych z rodziny elopsowatych (Elopidae), w języku polskim określanych nazwą „elopsy” lub „oszczery”.

## Rozmieszczenie geograficzne
Do rodzaju należą gatunki występujące w słodkich, słonawych i słonych wodach Oceanu Atlantyckiego, Oceanu Indyjskiego i Oceanu Spokojnego.

## Morfologia
Długość ciała do 120 cm; masa ciała (największa opublikowana) 10,8 kg.

## Systematyka
Rodzaj zdefiniował w 1766 roku szwedzki przyrodnik Karol Linneusz w dwunastej edycji Systema Naturae, publikacji własnego autorstwa poświęconej systematyce zwierząt. Gatunkiem typowym jest (oznaczenie monotypowe) elops złotawy (E. saurus).

### Etymologia
- Elops: gr. ελλοψ ellops, ελλοπος ellopos ‘gatunek ryby’, różne identyfikowany[11].
- Mugilomorus: łac. mugil ‘cefal’, prawdopodobnie od mulgeo ‘ssać’[12]; ὁμορος homoros ‘bardzo podobny, graniczący’, od ὁμορεω homoreō ‘graniczyć’[13]. Gatunek typowy (oznaczenie monotypowe): Mugilomorus annacarolina Lacépède, 1803 (= Elops saurus Linnaeus, 1766).
- Trichonotus: gr. θριξ thrix, τριχος trikhos ‘włosy’[14]; -νωτος -nōtos ‘-tyły, -grzbiety’, od νωτον nōton ‘tył, grzbiet’[15].
- Ellops: gr. ελλοψ ellops, ελλοπος ellopos ‘gatunek ryby’ różne identyfikowany[11]. Gatunek typowy (oznaczenie monotypowe): Ellops saurus Minding, 1832 (= Elops saurus Linnaeus, 1766).
- Gularus: ang. gular plate ‘płytka kostna, znajdująca się między dwiema dolnymi szczękami u niektórych prymitywnych ryb kostnoszkieletowych’[6]. Gatunek typowy (oryginalne oznaczenie): Elops australis Regan, 1909 (= Elops hawaiensis Regan, 1909).
- Alloelops: gr. αλλος allos ‘inny’[16]; rodzaj Elops Linnaeus, 1766. Gatunek typowy (oryginalne oznaczenie (również monotypowe)): Elops lacerta Valenciennes, 1847.

### Podział systematyczny
Do rodzaju należą następujące gatunki:
- Elops affinis Regan, 1909
- Elops hawaiensis Regan, 1909
- Elops lacerta Valenciennes, 1847 – elops srebrzysty[17]
- Elops machnata (Fabricius, 1775) – elops indyjski[17]
- Elops saurus Linnaeus, 1766 – elops złotawy[8]
- Elops senegalensis Regan, 1909
- Elops smithi McBride, Rocha, Ruiz-Carus & Bowen, 2010